# Dig and Spike Volleyball
Dig and Spike Volleyball - aussi connu sous le nom de Volleyball Twin (バレーボールTwin) au Japon - est un jeu vidéo de Volleyball développé par TOSE. Le joueur a le choix entre jouer du volleyball indoor et du Beach-volley féminin.

## Équipes
La partie indoor est représentée par 8 équipes nationales de volley-ball :
| - Algérie - Brésil - Cuba - Italie |  | - Japon - Pays-Bas - Russie - États-Unis |

## Voir également
- Classement de la Fédération internationale de volley-ball
- Liste de jeux vidéo de volley-ball